# 네트워크 서비스
컴퓨터 네트워킹에서 네트워크 서비스(network service)는 네트워크 응용 계층 이상에서 실행되는 애플리케이션으로, 응용 계층 네트워크 프로토콜에 기반한 클라이언트-서버 또는 P2P 아키텍처를 사용하여 구현되는, 데이터 저장, 조작, 표현, 통신 등의 기능을 제공한다.
각 서비스는 일반적으로 한 대 이상의 컴퓨터(여러 서비스를 제공하는 전용 서버 컴퓨터인 경우도 있음) 위에 실행되는 서버 컴포넌트에 의해 제공되며 다른 장치들 위에서 실행되는 클라이언트 컴포넌트에 의해 네트워크를 통해 접근한다. 그러나 클라이언트와 서버 컴포넌트들은 동일 머신 위에서 실행할 수도 있다.
클라이언트와 서버는 사용자 인터페이스를 갖춘 경우가 있으며 다른 하드웨어와 연계되는 경우도 있다.

## 예시
도메인 이름을 인터넷 프로토콜(IP) 주소로 변환하는 도메인 네임 시스템(DNS), 네트워크 호스트들에 네트워킹 구성 정보를 할당하는 동적 호스트 구성 프로토콜(DHCP)를 예로 들 수 있다. 인증 서버는 사용자를 식별하고 인증하며 사용자 계정 프로파일을 제공하고 사용 통계 기록을 할 수 있다.
전자우편, 인쇄, 분산(네트워크) 파일 시스템 서비스들은 근거리 통신망의 공통 서비스이다. 공유 자운에 접근하려면 사용자는 권한이 필요하다.
기타 네트워크 서비스:
- 디렉토리 서비스
- 전자우편
- 파일 공유
- 인스턴트 메신저
- 온라인 게임
- 인쇄
- 파일 서버
- 음성 인터넷 프로토콜
- 주문형 비디오
- 화상 통화
- 월드 와이드 웹
- 간이 망 관리 프로토콜
- 타임 서비스
- 무선 센서 네트워크

## 같이 보기
- 인터넷 호스팅 서비스